# Pyramidula cephalonica
Pyramidula cephalonica is een slakkensoort uit de familie van de Pyramidulidae. De wetenschappelijke naam van de soort is voor het eerst geldig gepubliceerd in 1898 door Westerlund.